# Ecnomus perseis
Ecnomus perseis is een schietmot uit de familie Ecnomidae. De soort komt voor in het Oriëntaals gebied.